# Max Borenstein
Max David Borenstein is een Amerikaans scenarioschrijver en televisieproducent.

## Biografie
Max Borenstein groeide op in Los Angeles. Al in zijn jeugdjaren was hij een grote filmfan en droomde hij van een carrière als scenarioschrijver. Op dertienjarige leeftijd contacteerde hij het kantoor van filmmaker Oliver Stone met de vraag om stagiair te worden. Hij kreeg aanvankelijk toestemming om stage te lopen bij de filmmaker, tot men in zijn dossier ontdekte dat hij eigenlijk veel te jong was. In 2003 behaalde hij aan de Yale-universiteit een diploma in de studierichting Engels.

## Carrière

### Film
Tijdens zijn laatste studiejaar aan Yale schreef en regisseerde hij de onafhankelijke film Swordswallowers and Thin Men (2003), een drama over de angsten en veranderingen die gepaard gaan met afstuderen. De film was ook het acteerdebuut van de toen 20-jarige Zoe Kazan, die net als Borenstein aan Yale studeerde.
In de daaropvolgende jaren schreef en bewerkte Borenstein filmscenario's in dienst van verscheidene studio's, waaronder Legendary Pictures en Disney. Voor Disney werkte hij aan het script van de sciencefiction- en avonturenfilm Paladin, maar het project werd uiteindelijk niet verfilmd. Voor Legendary werkte hij mee aan onder meer het script van Seventh Son (2014). Zijn scripts What Is Life Worth (later verfilmd als Worth (2020)) en Jimi (een biografische film over gitarist en zanger Jimi Hendrix) belandden in respectievelijk 2008 en 2009 op de Black List, een lijst van beste niet-producete films.
De Amerikaanse remake Godzilla (2014) betekende zijn grote doorbraak. Borenstein schreef het script voor de blockbuster, gebaseerd op een verhaal van Dave Callaham. In de daaropvolgende jaren werkte hij ook mee aan de monsterfilms Kong: Skull Island (2017), Godzilla: King of the Monsters (2019) en Godzilla vs. Kong (2021).

### Televisie
In 2015 bedacht en schreef Borenstein voor zender Fox de serie Minority Report, een sequel van de gelijknamige film uit 2002 die op zijn beurt gebaseerd was op het korte verhaal The Minority Report van sciencefictionauteur Philip K. Dick. De serie was geen succes en werd al in het eerste seizoen ingekort en uiteindelijk zelfs geannuleerd.
In 2016 stapte Terence Winter op als uitvoerend producent en hoofdschrijver van de HBO-serie Vinyl. Winter werd aanvankelijk vervangen door Borenstein en Scott Z. Burns, maar twee maanden later besloot HBO om de serie alsnog te annuleren.
In 2019 bedacht en schreef hij samen met Alexander Woo het tweede seizoen van de horror- en anthologieserie The Terror voor zender AMC.

## Filmografie
Film
- Swordswallowers and Thin Men (2003)
- Godzilla (2014)
- Kong: Skull Island (2017)
- Godzilla: King of the Monsters (2019)
- Worth (2020)
- Godzilla vs. Kong (2021)

Televisie
- Minority Report (2015)
- The Terror (2019)